# Église Saint-Nicolas de Papleux
L'église Saint-Nicolas de Papleux est une église située à Papleux, en France.

## Localisation
L'église est située sur la commune de Papleux, dans le département de l'Aisne.